# Bakovensmee
Bakovensmee, ook geschreven als Bakovensmeij is een streekje in de gemeente Westerwolde in de provincie Groningen in Nederland. Het ligt direct ten noorden van Bourtange.
Bakovensmee maakt feitelijk onderdeel uit van de vesting Bourtange. Aan de westzijde loopt het kanaal. Aan de noordzijde de Bakovenkade. Deze kade, ook bekend als de Soldatendijk, is in de achttiende eeuw aangelegd ter versterking van de vesting. Later werd langs de grens met Duitsland nog De Linie aangelegd. Waar het kanaal de Bakovenkade kruist ligt een redoute. De extra verdedigingswerken werden aangelegd omdat door voortgaande verdroging van het moeras de vesting makkelijker bereikbaar werd.
De naam Bakovensmee verwijst naar de Groningse benaming voor hooi/weidelanden, die lagen aan de Bakovenkade.
Het Groninger Landschap beheert dit buitengebied van de vesting. Vanaf het informatiecentrum van de vesting is een wandelroute uitgezet. Een deel van die wandeling gaat over de route van het Noaberpad.